# Herbricht
Herbricht is een gehucht van Neerharen op de linkeroever en in de winterbedding van de rivier de Maas, gelegen tussen Neerharen en Uikhoven.

## Geschiedenis
Mogelijkerwijs bevond zich in dit gehucht de Karolingische burcht Harburgum, die in 922 werd vermeld. In dat jaar zou de Lotharingse koning Giselbert II van Lotharingen zich hebben verschanst tijdens een belegering door de koning van Oost-Francië. Dit was één der koninklijke hoven van Lotharingen. In 1178 sprak men van Harburg en in 1383 van Harbicht. Er zijn echter ook auteurs die Borgharen als plaats van de toenmalige burcht aanduiden.
Herbricht was in het verleden belangrijker dan tegenwoordig. In de 18e eeuw was het bijna even groot als Neerharen, maar begin 19e eeuw waren er nog een zevental boerderijen en een café. Begin 21e eeuw was daaraan weinig veranderd. De aanleg van de Zuid-Willemsvaart (1824-1829) maakte dat Herbricht van Neerharen werd afgesneden.
Het gehucht heeft veel te lijden gehad van overstromingen van de Maas. In de 10e eeuw lag het op de rechteroever van de Maas, evenals het naburige Voulwames dat nu aan de overzijde van de Maas ligt.

## Herbricht en de Maas
De overstroming van 1993 was een factor in de beslissing van 2004 om de bewoners te onteigenen via het bedongen voorkooprecht in het kader van het Grensmaasproject. Voor 2010 moest Herbricht worden verlaten. In 2010 werd beslist om de bewoners niet te dwingen om te vertrekken, maar de panden worden afgebroken zodra de bewoners hun woningen verlaten. Enkele panden waren anno 2020 reeds afgebroken. Er stonden dat jaar nog enkele hoeves en een café: Café Maasvallei. De leegstaande hoeve van Marie-Thérèse Martens wachtte op afbraak. In juli 2021 overstroomde een groot deel van Herbricht opnieuw, waarbij de Maas daar haar hoogste peil bereikte, grote schade veroorzaakte en veel afval achterliet. Nadat cafébaas Rudi Smeets zich als gevolg hiervan liet onteigenen, woonden er in 2023 nog maar twee mensen in het gehucht.

## Bezienswaardigheden
- De Heilig-Hartkapel, een veldkapel uit 1918
- Biesweerd, een natuurgebied vlak bij de brug van Neerharen over de Zuid-Willemsvaart, met de zeldzame kamsalamander en enkele zeldzame plantensoorten

## Galerij

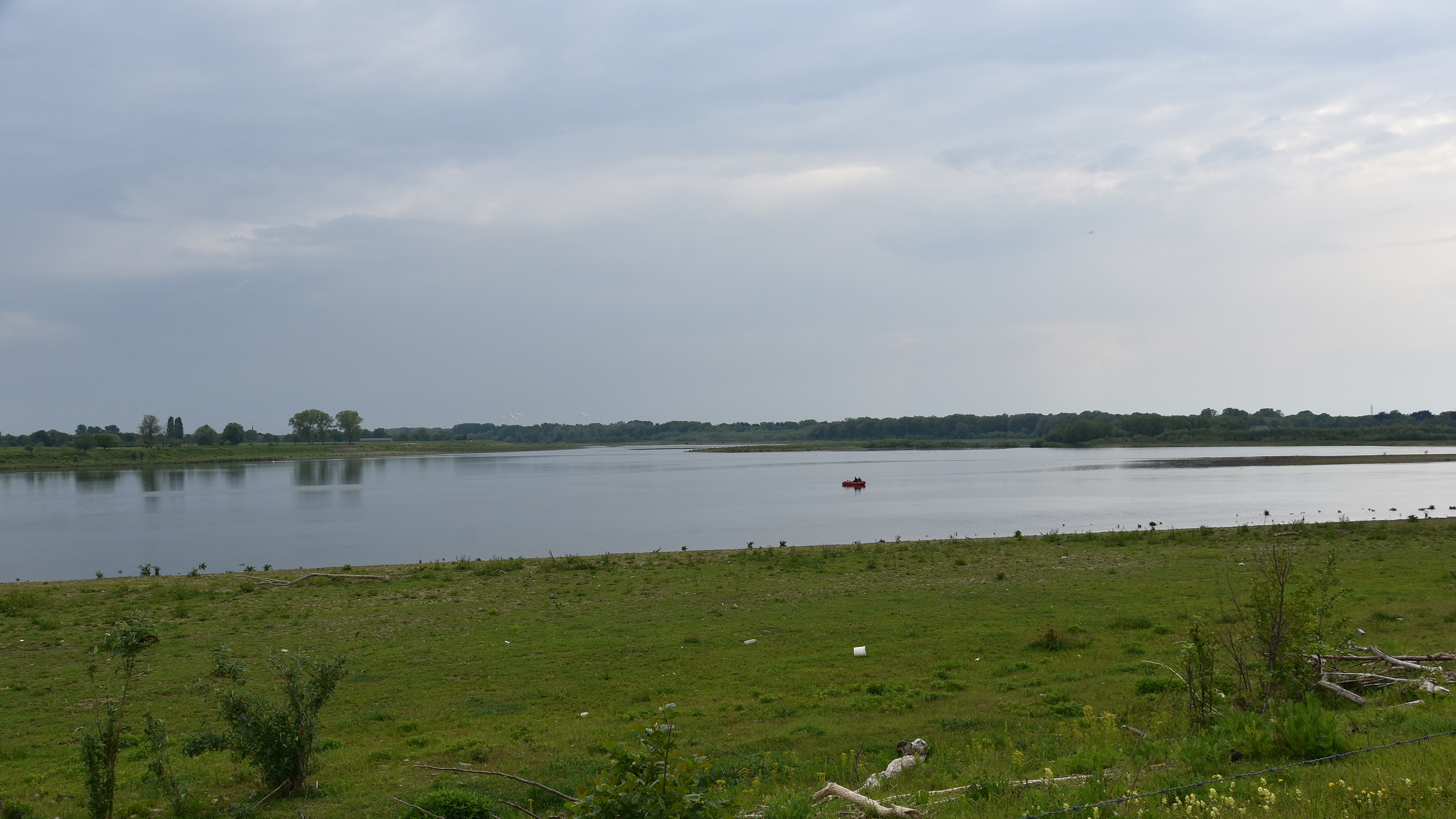
De Maas te Herbricht
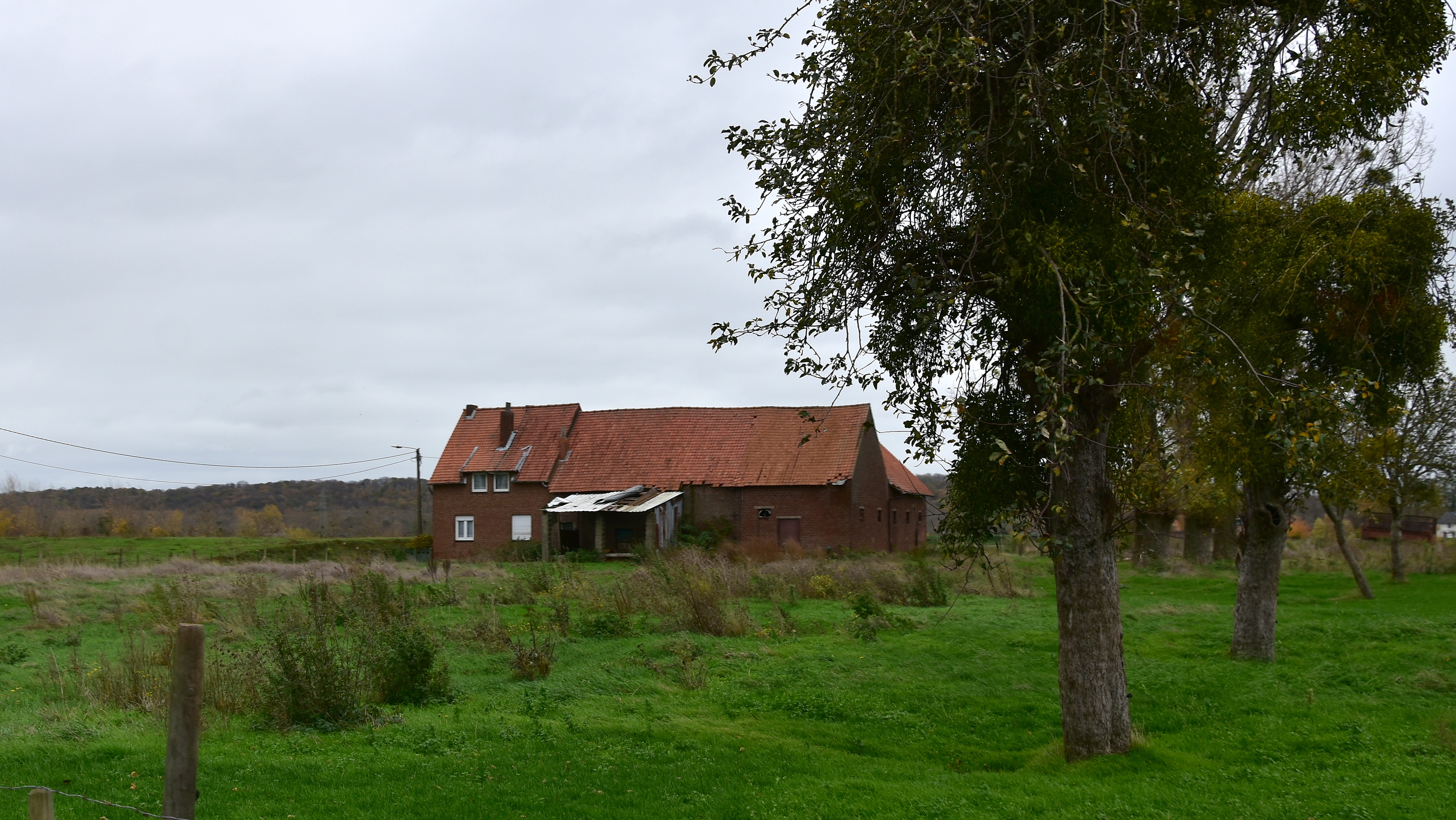
Hoeve Marie-Thérèse Martens
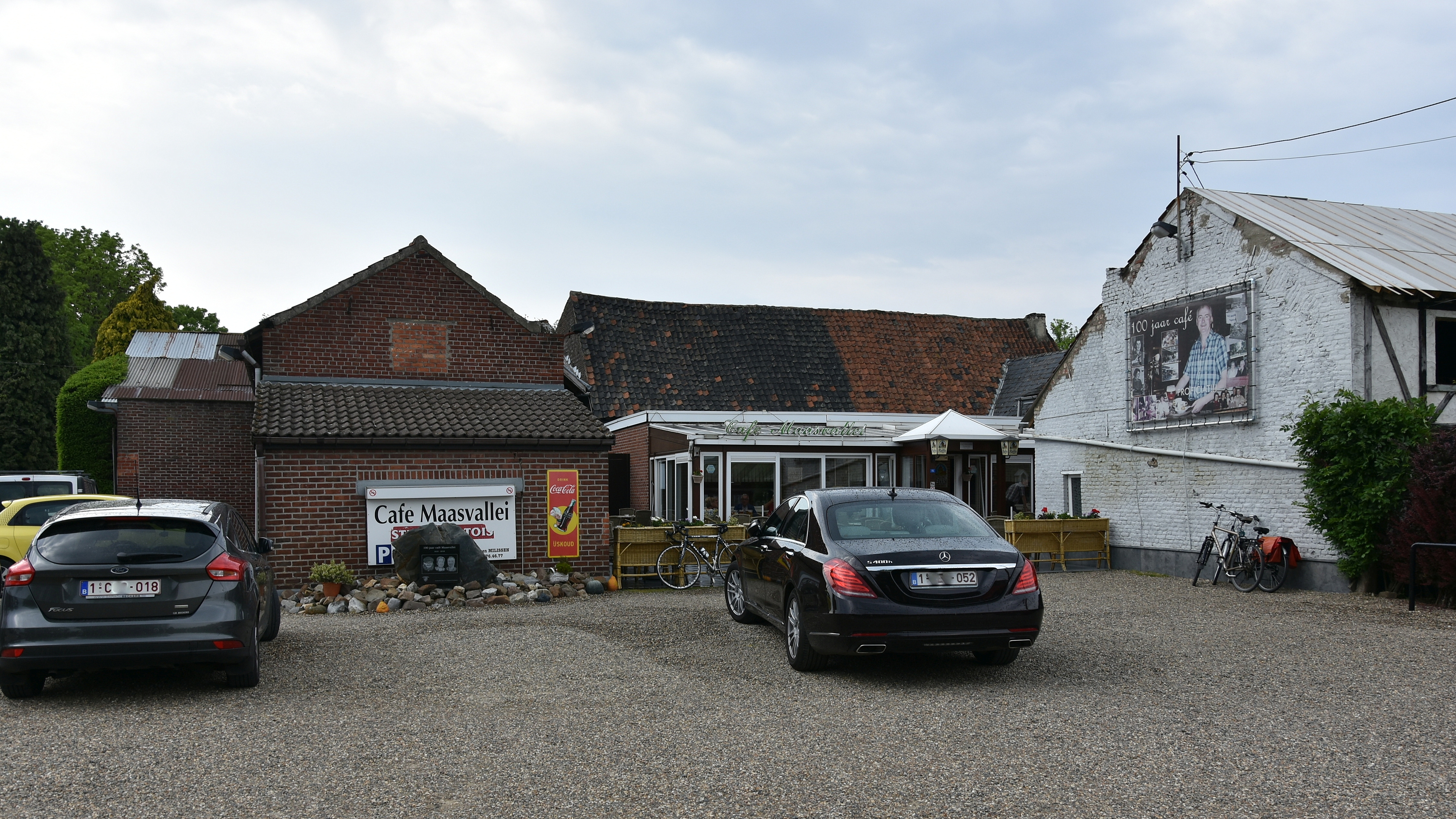
Café Maasvallei
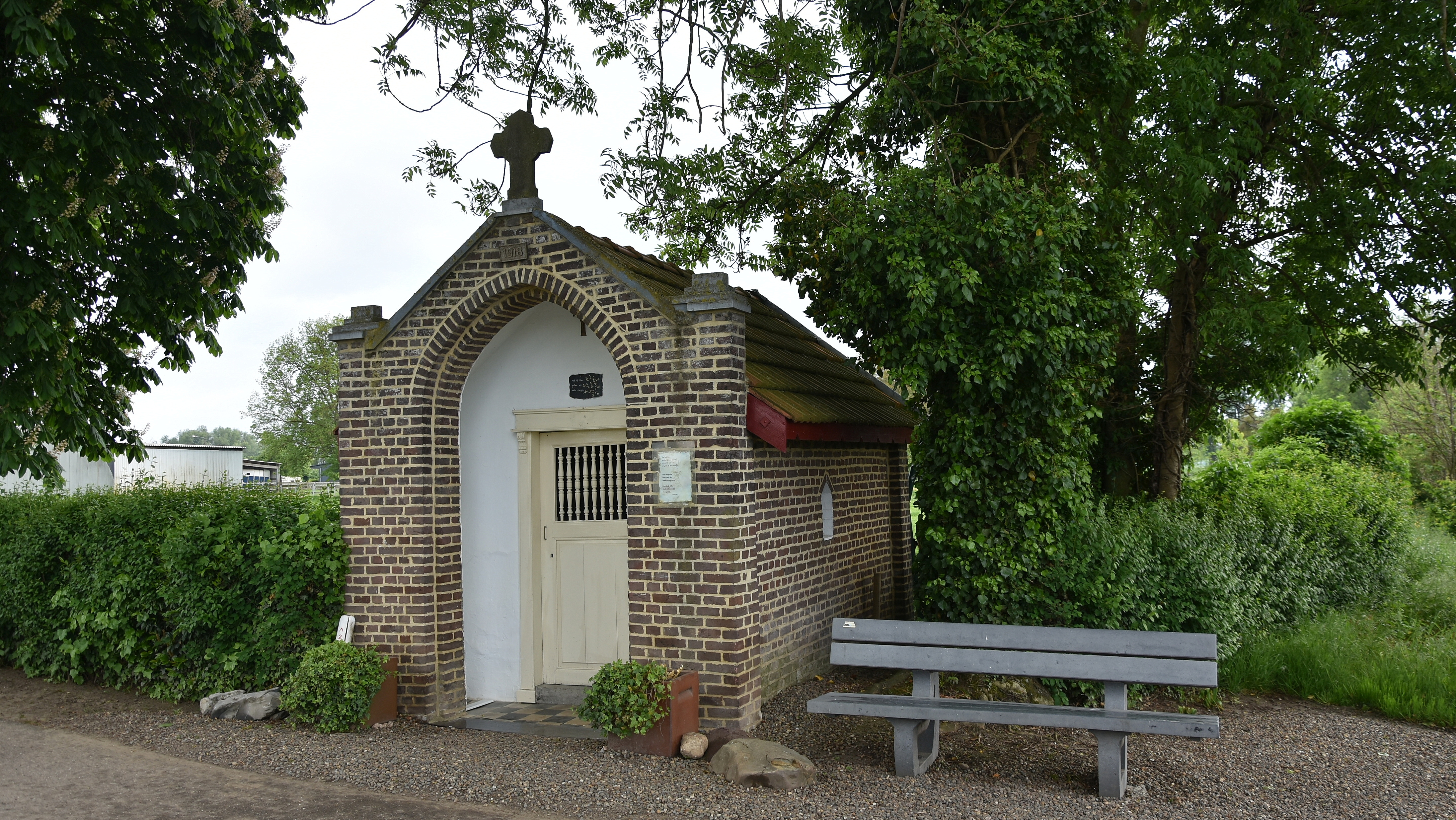
De Heilig-Hartkapel
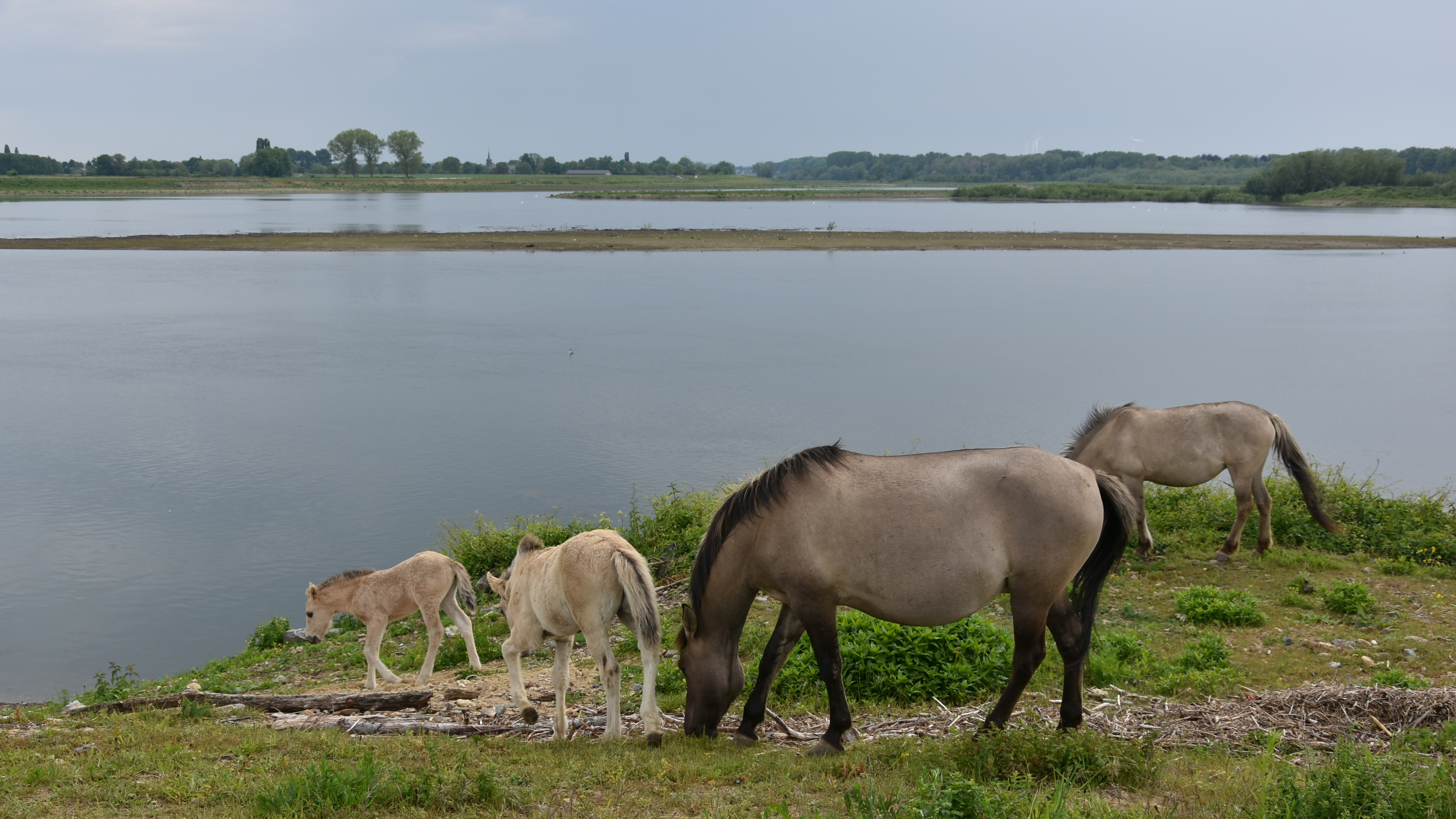
Konikpaarden bij de Maas in Herbricht